# NK Dinamo Vidovci
NK Dinamo je nogometni klub iz Vidovaca. 
Trenutačno se natječe u 1. ŽNL Požeško-slavonskoj. I pokušavaju doći do prvoga mjesta na tablici da odu u dodatne kvalifikacije za veću ligu 